# 四氯合铁(II)酸四乙基铵
四氯合铁(II)酸四乙基铵是一种配位化合物，化学式为(N(C2H5)4)2FeCl4，它可由氯化亚铁四水合物和四乙基氯化铵一水合物在乙醇中反应得到。它和四硫代钒酸铵在乙腈中反应，可以得到(N(C2H5)4)3[VFe2S4Cl4]。